# 赤光镇
赤光镇是中国广东省河源市龙川县下辖的一个镇，位于龙川县的中部。全镇总面积132平方公里，下辖1个社区16个村，总人口4万多人。镇内的旅游景点有天羊山庄、五合径渡假村、青龙湖、彭坑旅游码头等。